# Yrjö Lindegren

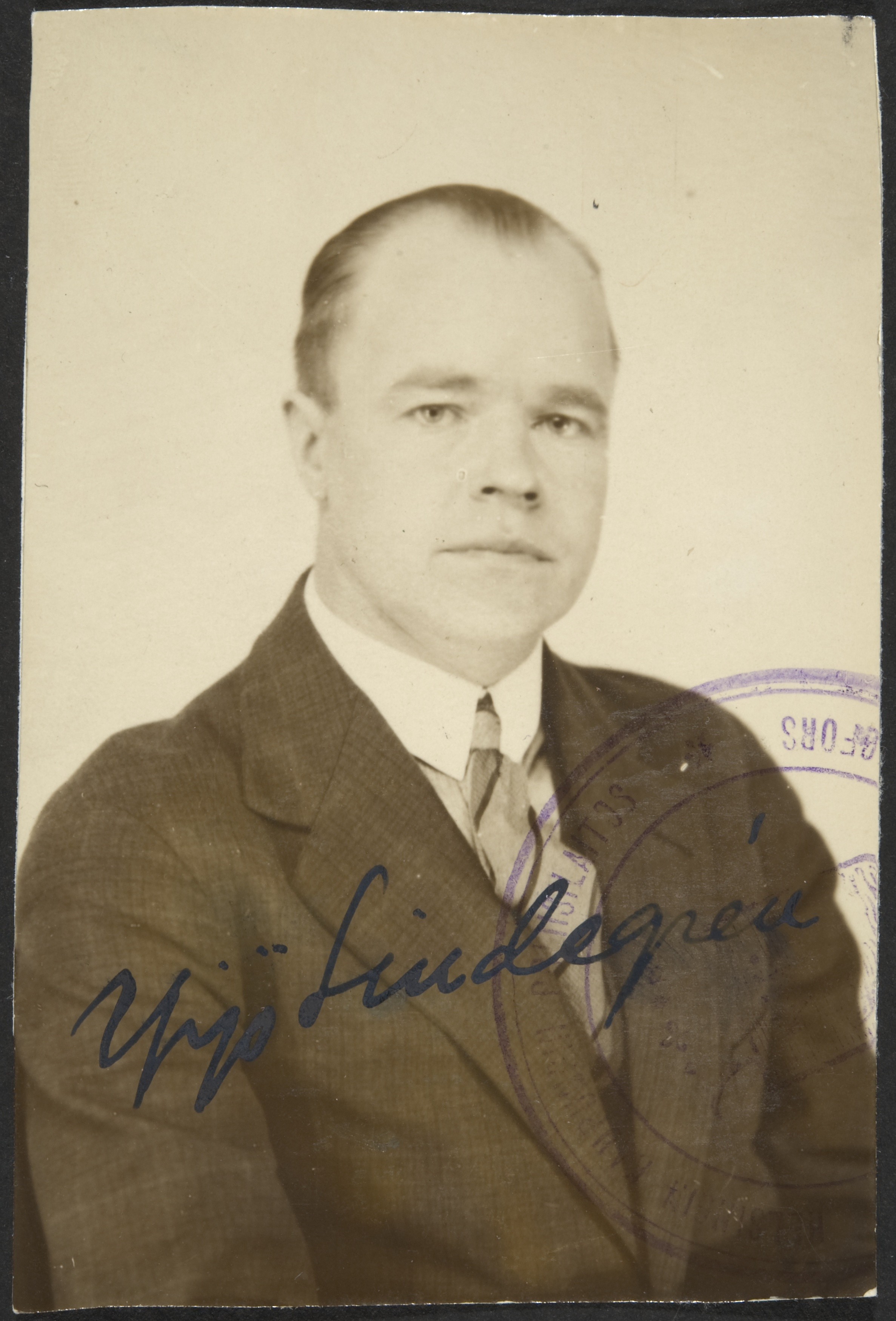
Yrjö Lindegren på 1930-talet.

Yrjö Lorenzo Lindegren, född 13 augusti 1900 i Tammerfors, död 12 november 1952 i Helsingfors, var en finländsk arkitekt. 

## Biografi
Yrjö Lindegren avlade studentexamen 1920 och utexaminerades som arkitekt från Tekniska högskolan 1925. Samma år grundade han sin egen arkitektbyrå. Åren 1937–1940 var han chefredaktör för tidskriften Arkitekten. Lindegrens mest kända verk är Helsingfors stadion (1938) som han ritade tillsammans med Toivo Jäntti och som 1950–52 utvidgades till Helsingfors Olympiastadion. I samma monumentala stil uppförde han andra idrottsanläggningar, bland annat i Björneborg, Varkaus och Tammerfors.
Yrjö Lindegren vann guld i stadsplanering vid konsttävlingarna vid Olympiska spelen i London 1948 för en idrottsanläggning i Varkaus.
År 1952 tilldelades han professors namn.

## Verk i urval
- Ormhuset i Kottby i Helsingfors, 1951